# Volley Modena 2003-2004
Questa voce raccoglie le informazioni riguardanti il Volley Modena nelle competizioni ufficiali della stagione 2003-2004.

## Stagione
La stagione 2003-04 è per il Volley Modena la quarantaquattresima, la trentatreesima consecutiva, in Serie A1; cambiato l'allenatore, con la scelta ricaduta su Giovanni Guidetti, anche la rosa è completamente stravolta con le uniche conferme di Hanka Pachale e Iveta Mikusova: tra gli acquisti quelli di Heather Bown, Milagros Cabral, Stacy Sykora, Francesca Ferretti e Diana Marc, mentre tra le cessioni quelle di Vesna Čitaković, Angelina Grün, Darina Mifkova, Meika Wagner e Iryna Žukova.
Il campionato si apre con una sconfitta, quella contro la Pallavolo Chieri, per 3-0, mentre la prima vittoria arriva nella giornata successiva ai danni della Nuova San Giorgio Pallavolo Sassuolo: nelle successiva sei giornate, la squadra modenese vince solo una partita, per poi concludere il girone di andata con tre successi consecutivi che la portano al settimo posto in classifica. Il girone di ritorno è invece caratterizzato da un'alternanza di risultati: solitamente a due gare vinte consecutive, ne seguono due perse: il Volley Modena chiude quindi la regular season al sesto in classifica, qualificandosi per i play-off scudetto; nei quarti di finale la sfida è contro la Pallavolo Chieri, che le emiliane superano vincendo le due gare per passare al turno successivo, dove poi incontrano l'Asystel Volley, che le elimina, vincendo le tre partite necessarie.
Tutte le società partecipanti alla Serie A1 2003-04 sono di diritto qualificate alla Coppa Italia: il Volley Modena, grazie ai risultati ottenuti nella stagione precedente, parte direttamente dai quarti di finale, dove però viene eliminato, sconfitto per 3-1 dal club di Chieri.
Il quarto posto in regular season e l'eliminazione nei quarti di finale play-off durante la stagione 2002-03 consente al Volley Modena di partecipare alla Coppa CEV, partendo inoltre direttamente dagli ottavi di finale: la sfida è il derby italiano contro il Volley Bergamo, il quale vince sia la gara di andata che quella di ritorno, eliminando le modenesi dalla competizione.

## Organigramma societario
Area tecnica
- Allenatore: Giovanni Guidetti
- Allenatore in seconda: Davide Baraldi
- Scout man: Vincenzo Attanzio

Area sanitaria
- Medico: Domenico Amuso, Ferdinando Tripi
- Preparatore atletico: Christin Verona
- Fisioterapista: Paolo Zucchi

## Rosa
| N° | Nome               | Ruolo | Data di nascita   | Nazionalità sportiva |
| -- | ------------------ | ----- | ----------------- | -------------------- |
| 1  | Stacy Sykora       | L     | 24 giugno 1977    | Stati Uniti          |
| 3  | Malin Sandler      | P     | 15 luglio 1980    | Svezia               |
| 5  | Teodora Bečeva     | S     | 19 marzo 1987     | Bulgaria             |
| 6  | Rositsa Yaneva     | S     | 9 settembre 1981  | Bulgaria             |
| 7  | Marzia Golinelli   | L     | 4 agosto 1983     | Italia               |
| 8  | Iveta Mikusova     | C     | 7 agosto 1969     | Italia               |
| 9  | Hanka Pachale      | S     | 19 settembre 1976 | Germania             |
| 10 | Diana Marc         | S     | 17 agosto 1979    | Romania              |
| 11 | Heather Bown       | C     | 29 novembre 1978  | Stati Uniti          |
| 12 | Francesca Ferretti | P     | 15 febbraio 1984  | Italia               |
| 13 | Annamaria Marasi   | P     | 14 agosto 1969    | Italia               |
| 15 | Cinzia Benedetti   | C     | 28 aprile 1976    | Italia               |
| 17 | Milagros Cabral    | C     | 17 ottobre 1978   | Rep. Dominicana      |

## Mercato
| Acquisti | Acquisti           | Acquisti                  | Acquisti   |
| R.       | Nome               | da                        | Modalità   |
| -------- | ------------------ | ------------------------- | ---------- |
| C        | Cinzia Benedetti   | Volley Millennium Mazzano | definitivo |
| S        | Teodora Bečeva     | Forlì                     | definitivo |
| C        | Heather Bown       | Bergamo                   | definitivo |
| C        | Milagros Cabral    | Los Cachorros             | definitivo |
| P        | Francesca Ferretti | Chieri                    | definitivo |
| L        | Marzia Golinelli   | Montale                   | definitivo |
| P        | Annamaria Marasi   | ?                         | definitivo |
| S        | Diana Marc         | Solierese                 | definitivo |
| P        | Malin Sandler      | ?                         | definitivo |
| L        | Stacy Sykora       | Olimpia Ravenna           | definitivo |
| S        | Rositsa Yaneva     | ?                         | definitivo |

| Cessioni | Cessioni         | Cessioni      | Cessioni   |
| R.       | Nome             | a             | Modalità   |
| -------- | ---------------- | ------------- | ---------- |
| C        | Vesna Čitaković  | -             | ritirata   |
| S        | Mariana Conde    | Promo Firenze | definitivo |
| P        | Barbara Fagioli  | Farnesiana    | definitivo |
| S/O      | Angelina Grün    | Bergamo       | definitivo |
| S        | Darina Mifkova   | Forlì         | definitivo |
| L        | Emanuela Pernici | Volano        | definitivo |
| P        | Malin Sandler    | ?             | definitivo |
| C        | Meika Wagner     | Reggio Emilia | definitivo |
| S        | Rositsa Yaneva   | Roma          | definitivo |
| P        | Iryna Žukova     | Bergamo       | definitivo |

## Risultati

### Serie A1

#### Girone di andata
| 1ª giornata - 5 ottobre 2003 PalaMaddalene, Chieri                 | Chieri             | 3 - 0 | Modena               | 25-18, 25-21, 25-17               |
| 2ª giornata - 8 ottobre 2003 PalaPanini, Modena                    | Modena             | 3 - 1 | San Giorgio Sassuolo | 25-22, 23-25, 25-19, 25-23        |
| 3ª giornata - 12 ottobre 2003 PalaEvangelisti, Perugia             | Sirio Perugia      | 3 - 0 | Modena               | 25-12, 25-18, 25-15               |
| 4ª giornata - 19 ottobre 2003 PalaPanini, Modena                   | Modena             | 1 - 3 | Robursport Pesaro    | 12-25, 17-25, 25-21, 20-25        |
| 5ª giornata - 23 novembre 2003 PalaPanini, Modena                  | Modena             | 3 - 1 | Olimpia Ravenna      | 19-25, 25-21, 26-24, 25-21        |
| 6ª giornata - 26 novembre 2003 PalaDalLago, Novara                 | Asystel            | 3 - 0 | Modena               | 25-22, 25-18, 25-19               |
| 7ª giornata - 30 novembre 2003 PalaPanini, Modena                  | Modena             | 0 - 3 | Bergamo              | 18-25, 19-25, 12-25               |
| 8ª giornata - 8 dicembre 2003 PalaBigi, Reggio nell'Emilia         | Reggio Emilia      | 3 - 1 | Modena               | 25-20, 25-21, 20-25, 25-21        |
| 9ª giornata - 14 dicembre 2003 PalaTriccoli, Jesi                  | Giannino Pieralisi | 1 - 3 | Modena               | 26-28, 25-27, 25-17, 15-25        |
| 10ª giornata - 21 dicembre 2003 PalaPanini, Modena                 | Modena             | 3 - 1 | Forlì                | 25-20, 25-19, 22-25, 25-21        |
| 11ª giornata - 18 gennaio 2004 Palasport Città di Vicenza, Vicenza | Vicenza            | 2 - 3 | Modena               | 26-24, 22-25, 25-22, 22-25, 13-15 |

#### Girone di ritorno
| 12ª giornata - 22 gennaio 2004 PalaPanini, Modena                   | Modena               | 0 - 3 | Chieri             | 18-25, 24-26, 20-25               |
| 13ª giornata - 31 gennaio 2004 PalaPaganelli, Sassuolo              | San Giorgio Sassuolo | 0 - 3 | Modena             | 22-25, 19-25, 17-25               |
| 14ª giornata - 8 febbraio 2004 PalaPanini, Modena                   | Modena               | 2 - 3 | Sirio Perugia      | 25-21, 23-25, 19-25, 25-18, 7-15  |
| 15ª giornata - 11 febbraio 2004 PalaDionigi, Sant'Angelo in Lizzola | Robursport Pesaro    | 1 - 3 | Modena             | 25-13, 20-25, 23-25, 13-25        |
| 16ª giornata - 15 febbraio 2004 PalaDeAndrè, Ravenna                | Olimpia Ravenna      | 1 - 3 | Modena             | 25-22, 18-25, 20-25, 19-25        |
| 17ª giornata - 29 febbraio 2004 PalaPanini, Modena                  | Modena               | 2 - 3 | Asystel            | 18-25, 22-25, 25-21, 25-23, 6-15  |
| 18ª giornata - 2 marzo 2004 PalaNorda, Bergamo                      | Bergamo              | 3 - 0 | Modena             | 25-18, 25-20, 25-20               |
| 19ª giornata - 10 marzo 2004 PalaPanini, Modena                     | Modena               | 3 - 2 | Reggio Emilia      | 21-25, 25-9, 23-25, 25-14, 15-9   |
| 20ª giornata - 14 marzo 2004 PalaPanini, Modena                     | Modena               | 3 - 2 | Giannino Pieralisi | 25-21, 25-17, 27-29, 26-28, 15-11 |
| 21ª giornata - 21 marzo 2004 PalaGalassi, Forlì                     | Forlì                | 3 - 0 | Modena             | 25-18, 25-21, 25-21               |
| 22ª giornata - 24 marzo 2004 PalaPanini, Modena                     | Modena               | 1 - 3 | Vicenza            | 28-26, 23-25, 16-25, 22-25        |

#### Play-off scudetto
| Quarti di finale (gara 1) - 27 marzo 2004 PalaMaddalena, Chieri | Modena  | 3 - 1 | Chieri  | 19-25, 25-18, 25-23, 25-22        |
| Quarti di finale (gara 2) - 30 marzo 2004 PalaPanini, Modena    | Chieri  | 2 - 3 | Modena  | 25-14, 25-20, 26-28, 22-25, 12-15 |
| Semifinali (gara 1) - 2 aprile 2004 PalaPanini, Modena          | Modena  | 0 - 3 | Asystel | 22-25, 19-25, 23-25               |
| Semifinali (gara 2) - 4 aprile 2004 PalaDalLago, Novara         | Asystel | 3 - 0 | Modena  | 25-21, 25-19, 25-18               |
| Semifinali (gara 3) - 6 aprile 2004 PalaDalLago, Novara         | Asystel | 3 - 0 | Modena  | 25-20, 26-24, 25-20               |

### Coppa Italia

#### Fase a eliminazione diretta
| Quarti di finale - 19 febbraio 2004 PalaNorda, Bergamo | Chieri | 3 - 1 | Modena | 25-19, 25-16, 22-25, 25-20 |

### Coppa CEV

#### Fase a eliminazione diretta
| Ottavi di finale (andata) - 10 dicembre 2003 PalaPanini, Modena  | Modena  | 0 - 3 | Bergamo | 19-25, 19-25, 14-25               |
| Ottavi di finale (ritorno) - 18 dicembre 2003 PalaNorda, Bergamo | Bergamo | 3 - 2 | Modena  | 25-27, 25-17, 22-25, 25-20, 16-14 |

## Statistiche

### Statistiche di squadra
| Competizione | Punti | In casa | In casa | In casa | In trasferta | In trasferta | In trasferta | Totale | Totale | Totale |
| Competizione | Punti | G       | V       | P       | G            | V            | P            | G      | V      | P      |
| ------------ | ----- | ------- | ------- | ------- | ------------ | ------------ | ------------ | ------ | ------ | ------ |
| Serie A1     | 29    | 13      | 6       | 7       | 14           | 6            | 8            | 27     | 12     | 15     |
| Coppa Italia | -     | -       | -       | -       | -            | -            | -            | 1      | 0      | 1      |
| Coppa CEV    | -     | 1       | 0       | 1       | 1            | 0            | 1            | 2      | 0      | 2      |
| Totale       | -     | 14      | 6       | 8       | 15           | 6            | 9            | 30     | 12     | 18     |

G = partite giocate; V = partite vinte; P = partite perse

### Statistiche dei giocatori
| Giocatore    | Serie A1 | Serie A1 | Serie A1 | Serie A1 | Serie A1 | Coppa Italia | Coppa Italia | Coppa Italia | Coppa Italia | Coppa Italia | Totale | Totale | Totale | Totale | Totale |
| Giocatore    | P        | PT       | AV       | MV       | BV       | P            | PT           | AV           | MV           | BV           | P      | PT     | AV     | MV     | BV     |
| ------------ | -------- | -------- | -------- | -------- | -------- | ------------ | ------------ | ------------ | ------------ | ------------ | ------ | ------ | ------ | ------ | ------ |
| C. Benedetti | 27       | 97       | 64       | 22       | 11       | 1            | 10           | 6            | 4            | 0            | 28     | 107    | 70     | 26     | 11     |
| T. Bečeva    | 17       | 55       | 49       | 5        | 1        | 1            | 11           | 11           | 0            | 0            | 18     | 66     | 60     | 5      | 1      |
| H. Bown      | 21       | 237      | 176      | 48       | 13       | 1            | 16           | 15           | 0            | 1            | 22     | 253    | 191    | 48     | 14     |
| M. Cabral    | 23       | 217      | 166      | 47       | 4        | 1            | 2            | 2            | 0            | 0            | 24     | 219    | 168    | 47     | 4      |
| F. Ferretti  | 27       | 71       | 16       | 23       | 32       | 1            | 1            | 1            | 0            | 0            | 28     | 72     | 17     | 23     | 32     |
| M. Golinelli | 15       | -        | -        | -        | -        | 1            | -            | -            | -            | -            | 16     | -      | -      | -      | -      |
| A. Marasi    | 8        | 0        | 0        | 0        | 0        | 1            | 0            | 0            | 0            | 0            | 9      | 0      | 0      | 0      | 0      |
| D. Marc      | 25       | 209      | 181      | 23       | 5        | 1            | 1            | 1            | 0            | 0            | 26     | 210    | 182    | 23     | 5      |
| I. Mikusova  | 27       | 232      | 185      | 35       | 12       | 1            | 7            | 5            | 2            | 0            | 28     | 239    | 190    | 37     | 12     |
| H. Pachale   | 27       | 513      | 453      | 52       | 8        | 1            | 13           | 13           | 0            | 0            | 28     | 526    | 466    | 52     | 8      |
| M. Sandler   | 3        | 0        | 0        | 0        | 0        | -            | -            | -            | -            | -            | 3      | 0      | 0      | 0      | 0      |
| S. Sykora    | 22       | -        | -        | -        | -        | 1            | -            | -            | -            | -            | 23     | -      | -      | -      | -      |
| R. Yaneva    | 9        | 33       | 22       | 8        | 3        | -            | -            | -            | -            | -            | 9      | 33     | 22     | 8      | 3      |

P = presenze; PT = punti totali; AV = attacchi vincenti; MV = muri vincenti; BV = battute vincenti